# Владени (Јаши)
Владени (рум. Vlădeni) насеље је у Румунији у округу Јаши у општини Владени. Oпштина се налази на надморској висини од 49 m.

## Становништво
Према подацима из 2002. године у насељу је живело 4548 становника, од којих су сви румунске националности.

### Хронологија
| Година       | 1992 | 1993 | 1994 | 1995 | 1996 | 1997 | 1998 | 1999 | 2000 | 2001 | 2002 | 2003 | 2004 | 2005 | 2006 | 2007 | 2008 | 2009 | 2010 | 2011 | 2012 | 2013 | 2014 | 2015 | 2016 | 2017 |
| ------------ | ---- | ---- | ---- | ---- | ---- | ---- | ---- | ---- | ---- | ---- | ---- | ---- | ---- | ---- | ---- | ---- | ---- | ---- | ---- | ---- | ---- | ---- | ---- | ---- | ---- | ---- |
| Становништво | 4975 | 4936 | 4877 | 4854 | 4877 | 4854 | 4826 | 4793 | 4741 | 4718 | 4698 | 4698 | 4696 | 4694 | 4665 | 4662 | 4634 | 4613 | 4573 | 4521 | 4499 | 4441 | 4442 | 4434 | 4430 | 4386 |